# رودولف هافل
رودولف هافل Rudolf Hawel (ولد في 19 أبريل 1860 في فيينا – ومات في 25 نوفمبر 1923 في فيينا) هو أديب نمساوي.
عمل هافل مدرسا في مدرسة شعبية في فيينا. كتب الشعر والقصص والروايات والمسرحيات. وكان قاصا شعبيا واقعيا ورائدا بارزا للمسرحية الشعبية الفيينية، وقد مزج في أعماله الفكاهة بالنقد الاجتماعي.

## من أعماله
- قصص خرافية للأطفال الكبار 1900
- الأم زورجه (مسرحية 1902)
- السياسي (مسرحية هزلية 1904)
- أناس صغار (روائي 1904)
- أناس غرباء (مسرحية 1905)
- إرث البؤس (رواية 1906)
- الحديقة الطبيعية (مسرحية 1906)
- هايمشن في المنزل (مسرحية 1907)
- في إمبراطورية الهومونكولوديين (رواية 1910)